# Mario Capra
Mario Corrado Capra (Torino, 28 dicembre 1897 – 1965) è stato un calciatore italiano, di ruolo attaccante.

## Biografia
Era chiamato anche Capra I per distinguerlo da Giuseppe, anch'egli calciatore dell'Alessandria.

## Carriera
Con la Valenzana disputò 4 gare della Coppa Federale mentre nel primo anno all'Alessandria disputò una gara nella Coppa Brezzi. Esordì nel massimo campionato italiano il 29 febbraio 1920 in Alessandria-Milan 2-0.

Nel 1922 passò al Savoia di Torre Annunziata ancora in massima serie, disputando 14 gare in cui segna una rete alla Lazio nell'andata della finale della Lega Sud. Ritornato all'Alessandria disputa 19 gare ancora in massima serie.